# 雪見御所

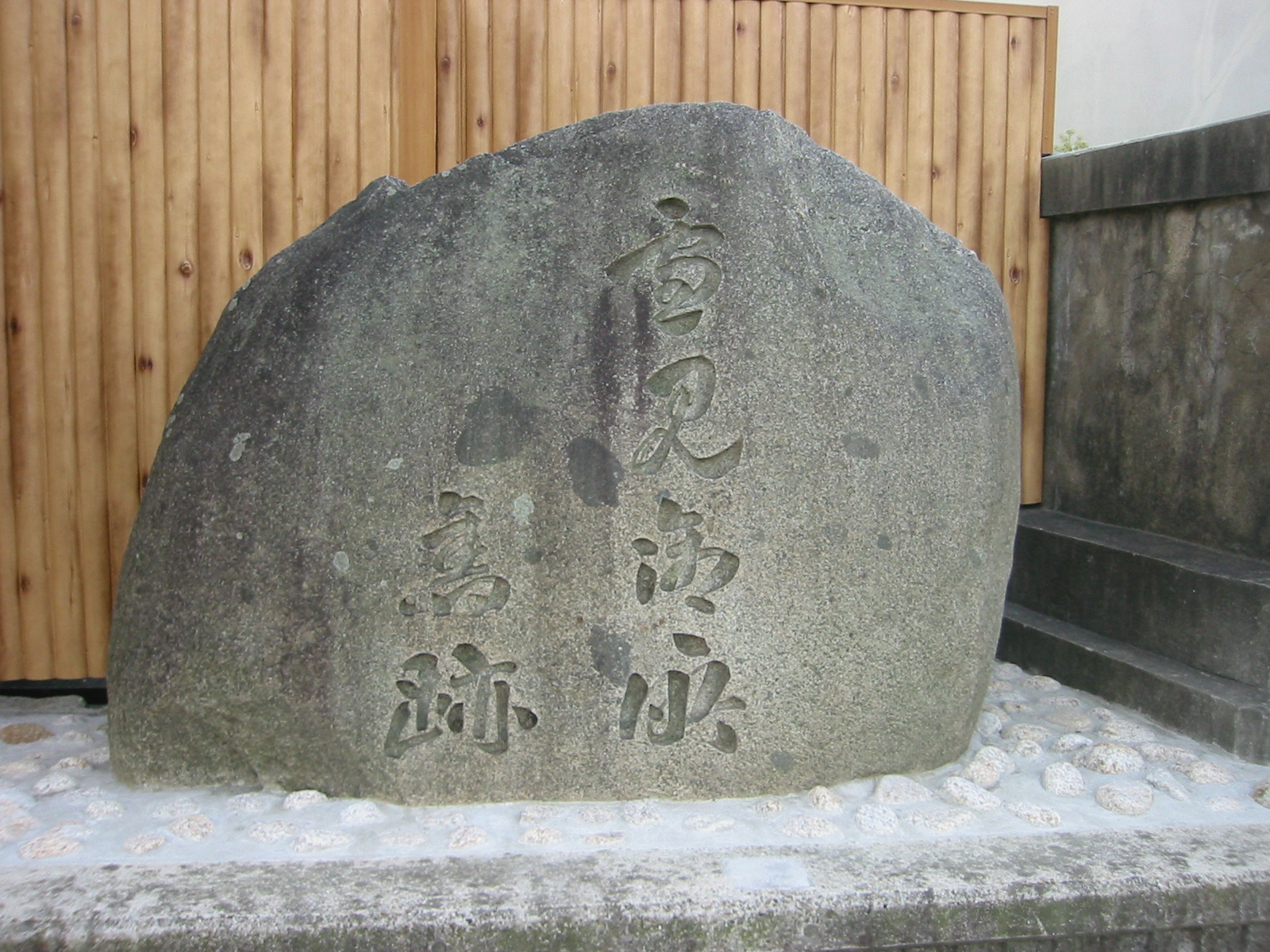
雪见御所碑

雪见御所是平安时代后期大名平清盛于摄津国福原京（现在的兵库县神户市兵库区雪御所町）的私人宅邸。该宅邸也被称为雪之御所或雪御所。
1168年（仁安三年），平清盛辞去太政大臣的职务并出家归隐。进入退休生活后，他在福原京建立了这座名为“雪见御所”的别庄。之所以选择福原京则是因为平清盛想以此地作为扩大日本与宋朝贸易的基地。
雪见御所的原建筑早在数百年沧海桑田之间夷为平地。直到明治时期，此地出土了基石和许多陶器，当局才在旧神户市湊山小学的校园里竖立了雪见御所遗址的纪念碑。 但1978年进行重建小学的挖掘时，却没有发现任何可以确定是平氏时代的文物。

## 相关项目
- 福原京
- 大轮田泊